# Oplatocera callidioides
Oplatocera callidioides là một loài bọ cánh cứng trong họ Cerambycidae.